# تشيواوا
تشيواوا (بالإسبانية: Chihuahua) هي مدينة، تتبع بلدية تشيواوا ، هي عاصمة ولاية شيواوا، وبلدية تشيواوا، بلغ عدد سكانها 870769 نسمة، في 2015، رمزها البريدي هو 31000–31633.

## المناخ
يظهر الجدول التالي التغييرات المناخية على مدار السنة لتشيهواهوا:
| البيانات المناخية لـتشيهواهوا | البيانات المناخية لـتشيهواهوا | البيانات المناخية لـتشيهواهوا | البيانات المناخية لـتشيهواهوا | البيانات المناخية لـتشيهواهوا | البيانات المناخية لـتشيهواهوا | البيانات المناخية لـتشيهواهوا | البيانات المناخية لـتشيهواهوا | البيانات المناخية لـتشيهواهوا | البيانات المناخية لـتشيهواهوا | البيانات المناخية لـتشيهواهوا | البيانات المناخية لـتشيهواهوا | البيانات المناخية لـتشيهواهوا | البيانات المناخية لـتشيهواهوا |
| الشهر | يناير                         | فبراير                        | مارس                          | أبريل                         | مايو                          | يونيو                         | يوليو                         | أغسطس                         | سبتمبر                        | أكتوبر                        | نوفمبر                        | ديسمبر                        | المعدل السنوي                 |
| --- | ----------------------------- | ----------------------------- | ----------------------------- | ----------------------------- | ----------------------------- | ----------------------------- | ----------------------------- | ----------------------------- | ----------------------------- | ----------------------------- | ----------------------------- | ----------------------------- | ----------------------------- |
| الدرجة القصوى °م (°ف) | 30.0 (86.0)                   | 32.0 (89.6)                   | 34.0 (93.2)                   | 38.8 (101.8)                  | 39.6 (103.3)                  | 41.4 (106.5)                  | 41.6 (106.9)                  | 39.2 (102.6)                  | 39.0 (102.2)                  | 35.0 (95.0)                   | 34.6 (94.3)                   | 29.0 (84.2)                   | 41.6 (106.9)                  |
| متوسط درجة الحرارة الكبرى °م (°ف) | 18.1 (64.6)                   | 21.2 (70.2)                   | 24.2 (75.6)                   | 27.9 (82.2)                   | 32.2 (90.0)                   | 34.0 (93.2)                   | 32.1 (89.8)                   | 30.3 (86.5)                   | 29.2 (84.6)                   | 26.8 (80.2)                   | 21.9 (71.4)                   | 18.2 (64.8)                   | 26.3 (79.3)                   |
| المتوسط اليومي °م (°ف) | 10.0 (50.0)                   | 12.9 (55.2)                   | 15.7 (60.3)                   | 19.2 (66.6)                   | 23.6 (74.5)                   | 26.3 (79.3)                   | 25.6 (78.1)                   | 24.3 (75.7)                   | 22.6 (72.7)                   | 18.7 (65.7)                   | 13.7 (56.7)                   | 10.3 (50.5)                   | 18.6 (65.5)                   |
| متوسط درجة الحرارة الصغرى °م (°ف) | 2.0 (35.6)                    | 4.5 (40.1)                    | 7.1 (44.8)                    | 10.4 (50.7)                   | 14.9 (58.8)                   | 18.6 (65.5)                   | 19.1 (66.4)                   | 18.2 (64.8)                   | 16.0 (60.8)                   | 10.7 (51.3)                   | 5.5 (41.9)                    | 2.4 (36.3)                    | 10.8 (51.4)                   |
| أدنى درجة حرارة °م (°ف) | −12.8 (9.0)                   | −18.0 (−0.4)                  | −5.8 (21.6)                   | −3.4 (25.9)                   | 3.8 (38.8)                    | 6.1 (43.0)                    | 10.6 (51.1)                   | 10.0 (50.0)                   | 3.7 (38.7)                    | −2.4 (27.7)                   | −6.1 (21.0)                   | −11.5 (11.3)                  | −18.0 (−0.4)                  |
| الهطول مم (إنش) | 9.9 (0.39)                    | 3.7 (0.15)                    | 7.7 (0.30)                    | 12.9 (0.51)                   | 26.1 (1.03)                   | 34.7 (1.37)                   | 94.7 (3.73)                   | 89.3 (3.52)                   | 66.4 (2.61)                   | 21.6 (0.85)                   | 8.7 (0.34)                    | 9.9 (0.39)                    | 385.7 (15.19)                 |
| متوسط أيام هطول الأمطار (≥ 0.1 mm) | 2.5                           | 1.6                           | 1.5                           | 2.5                           | 4.0                           | 6.7                           | 11.4                          | 12.0                          | 8.0                           | 4.0                           | 2.0                           | 2.3                           | 58.4                          |
| متوسط الأيام المثلجة | 0.30                          | 0.18                          | 0.09                          | 0.09                          | 0.00                          | 0.00                          | 0.00                          | 0.00                          | 0.00                          | 0.00                          | 0.50                          | 0.88                          | 2.04                          |
| متوسط الرطوبة النسبية (%) | 55                            | 49                            | 39                            | 37                            | 37                            | 42                            | 53                            | 61                            | 61                            | 56                            | 55                            | 57                            | 50                            |
| ساعات سطوع الشمس الشهرية | 185                           | 204                           | 254                           | 278                           | 299                           | 273                           | 240                           | 242                           | 229                           | 238                           | 191                           | 174                           | 2٬807                         |
| المصدر #1: Servicio Meteorológico Nacional (normals and extremes 1981–2000), الأرصاد الجوية الألمانية (extremes 1932–1993, sun 1961–1990) |                               |                               |                               |                               |                               |                               |                               |                               |                               |                               |                               |                               |                               |
| المصدر #2: Colegio de Postgraduados (snowy days, 1951–1980)                                                                               |                               |                               |                               |                               |                               |                               |                               |                               |                               |                               |                               |                               |                               |

## مدن توأم
المدن التوأم:
- توريون
- سيوداد خواريز
- ألباكركي[12]
- بويبلو[13]
- لينوود، واشنطن
- إل باسو، تكساس[14]
- مدلاند، تكساس[15]
- ناشفيل، تينيسي.[16]

## أعلام
- أمبروز بيرس
- أنتوني كوين
- فرنسيسكو ر. ألمادا
- خوسيه ماريا بونس دي ليون
- إغناثيو أليند
- إدواردو ناخيرا
- إدواردو يانيز
- أراسيلي أرامبولا
- دوناتو غيرا
- مارتين لويس غوزمان